# Życie według Liz
Życie według Liz (ang. My life as Liz) – amerykański serial telewizyjny nadawany przez MTV od 18 stycznia 2010 roku.

## Wstęp
Serial opowiada o osiemnastoletniej fance Dim Mak i Gwiezdnych Wojen z Burleson w Teksasie. Główną bohaterkę, Liz Lee, spotyka wiele przeszkód na drodze życia. Kiedyś, tak jak jej obecne przeciwniczki Cori Cooper i Tori, była bardzo umalowaną blondynką. W pierwszym odcinku razem z kuzynką Annie pozbywa się wspomnień i postanawia żyć inaczej.
Serial pokazuje również przyjaciół Liz: Sully'ego, Camerona, Milesa i Troya, Taylor (gdyby nie Liz, nadal należałaby do grupy blondynek) oraz Brysona (miłość dziewczyny).

## Spis odcinków

### Sezon 1.
| # | Oryginalny tytuł           | Polski tytuł                         | Premiera                |
| --- | -------------------------- | ------------------------------------ | ----------------------- |
| 1 | Summer of Suck             | Lato ssie                            | 18 stycznia 2010        |
| Na początku odcinka Liz spotyka się z kuzynką Annie, z którą pali stare zdjęcia i inne rzeczy, które przypominają jej dawne czasy. Dziewczyna ma do nagrania film na zajęcia telewizyjne. Nauczycielka odrzuca propozycję nastolatki dotyczącą religijnego tematu projektu, proponuje jej nagrać materiał o wyróżniających się uczniach. Jako główną postać wybiera Taylor Terry - odwiecznego wroga Liz. Dziewczyna nie może wytrzymać z Taylor na sesji zdjęciowej - ucieka. Pojawia się wieczorem w jej domu i rozmawia z nią szczerze. Kolejny dzień panna Lee rozpoczyna od spotkania w sklepie z używaną odzieżą. Stara się pomóc Taylor w doborze ubrań. Wybierają się do przymierzalni, po zakończeniu metamorfozy rozmawiają i obdarowują się uściskiem. Liz jedzie do szkoły, gdy wysiada z samochodu, przy drzwiach spotyka Taylor, która nie odpowiada Liz na wołanie. Zdenerwowana dziewczyna psuje taśmę z pracą domową.                             |                            |                                      |                         |
| 2 | My Sketchy Valentine       | Moje wymarzone Walentynki            | 18 lub 25 stycznia 2010 |
| Są walentynki, wszyscy zgodnie z tradycją dostają goździki. Liz zaskoczona również dostaje kwiaty „od tajemniczego wielbiciela”. Co chwilę posłańcy przynoszą kolejne. Pyta kolegów czy to oni – okazuje się, że nie. Dziewczyna rozmawia z Brysonem, mówi mu, że nie przyjdzie na walentynkową imprezę – w tym samym czasie on odbiera smsa od swojej dziewczyny. Mama Liz rozmawia z nią na temat otrzymanych kwiatów i namawia ją do pójścia na imprezę. Dziewczyna daje się namówić, lecz na imprezie nie spotyka swojego wielbiciela – wychodzi z budynku. Dziewczyna kładzie się na masce swojego samochodu, ogląda gwiazdy. Nagle przychodzi Bryson, razem z Liz je frytki i pije shake. Chłopak życzy Liz wesołych Walentynek i wręcza dziewczynie słomkę. Z filmu dowiadujemy się, że to Cori Cooper wysłała Liz wszystkie kwiaty – Liz dowiaduje się o tym od Taylor. Dziewczyna chce z tym coś zrobić, zatrzymuje ją Bryson – wychodzą razem ze szkoły. |                            |                                      |                         |
| 3 | Liz's Got Talent?: Part 1  | Konkurs talentów: Część 1.           | 25 stycznia 2010        |
| |                            |                                      |                         |
| 4 | Liz's Got Talent?: Part 2  | Konkurs talentów: Część 2.           | 1 lutego 2010           |
| |                            |                                      |                         |
| 5 | Hunting for Change         | Polowanie na zmiany                  | 8 lub 11 lutego 2010    |
| |                            |                                      |                         |
| 6 | The ABCs of Friendship     | Alfabet przyjaźni                    | 15 lutego 2010          |
| |                            |                                      |                         |
| 7 | A Prom to Remember: Part 1 | Studniówka do zapamiętania: Część 1. | 22 lutego 2010          |
| |                            |                                      |                         |
| 8 | A Prom to Remember: Part 2 | Studniówka do zapamiętania: Część 2. | 1 marca 2010            |
| |                            |                                      |                         |
| 9 | The End of the Beginning   | Koniec początku                      | 8 marca 2010            |
| |                            |                                      |                         |

### Sezon 2.
| #  | Oryginalny tytuł           | Polski tytuł                         | Premiera                |
| -- | -------------------------- | ------------------------------------ | ----------------------- |
| 1  | Empire State of Mind       | Imperialistyczny stan umysłu         | 8 lutego 2011           |
|    |                            |                                      |                         |
| 2  | Lost and Found in New York | Zagubiona i znaleziona w Nowym Jorku | 15 lutego 2011          |
|    |                            |                                      |                         |
| 3  | The Morning After          | Poranek później                      | 22 lutego 2011          |
|    |                            |                                      |                         |
| 4  | The Best Laid Plans        | Najlepiej przewidziane plany         | 1 marca 2011            |
|    |                            |                                      |                         |
| 5  | Three's a Crowd            | Trzech to już tłok                   | 8 marca 2011            |
|    |                            |                                      |                         |
| 6  | You Can't Go Home Again    | Nie możesz znów wrócić do domu       | 15 marca 2011           |
|    |                            |                                      |                         |
| 7  | Save Our Sully             | Ocalmy naszego Sullego               | 22 marca 2011           |
|    |                            |                                      |                         |
| 8  | New Leash On Life          | Nowa droga życia                     | 29 marca 2011           |
|    |                            |                                      |                         |
| 9  | Love's a Drag              | Miłość jest jak narkotyk             | 12 kwietnia 2011        |
|    |                            |                                      |                         |
| 10 | The Hurried Life           | Szybkie życie                        | 19 kwietnia 2011        |
|    |                            |                                      |                         |
| 11 | Best in Show               | Najlepszy na pokaz                   | 26 lub 28 kwietnia 2011 |
|    |                            |                                      |                         |
| 12 | New Beginnings             | Nowe początki                        | 3 maja 2011             |
|    |                            |                                      |                         |